# Bảo tàng Lặn, Warszawa
Bảo tàng Lặn tại Câu lạc bộ thợ lặn Warsaw (tiếng Ba Lan: Muzeum Nurkowania przy Warszawskim Klubie Płetwonurków) là một bảo tàng tọa lạc tại số 88 phố Grzybowska, Warsaw, Ba Lan. Bảo tàng Lặn là bảo tàng duy nhất thuộc loại này ở Ba Lan và là một trong số ít ở châu Âu.

## Lịch sử
Bảo tàng được thành lập theo khởi xướng của Karina Kowalska từ Câu lạc bộ thợ lặn Warsaw. Bảo tàng mở cửa cho công chúng vào ngày 27 tháng 2 năm 2006, nhân kỷ niệm 50 năm thành lập Câu lạc bộ thợ lặn Warsaw. Bảo tàng bố trí triển lãm bên trong trụ sở của Câu lạc bộ, dưới tầng hầm của một tòa nhà được xây dựng trước chiến tranh thế giới thứ hai. Cụ thể, tòa nhà này được xây dựng trong hai năm 1930 và 1931, từng là phòng thí nghiệm hóa dược "Asmidar".

## Hoạt động
Hoạt động của bảo tàng tập trung vào việc thu thập và triển lãm các bộ sưu tập thuộc các chủ đề lịch sử về việc lặn và khảo cổ học dưới nước. Các bộ sưu tập của bảo tàng có tổng cộng khoảng 800 hiện vật, phần lớn trong số đó là quà tặng và vật phẩm có nguồn gốc từ các bộ sưu tập tư nhân của các thành viên trong Câu lạc bộ và những người ủng hộ. Ngoài các hoạt động triển lãm thường trực và tạm thời, bảo tàng còn tổ chức nhiều buổi họp mặt định kỳ và chiếu phim.